# Idoia Mendia
Pour les articles homonymes, voir Mendía et Cueva.
Idoia Mendia, née le 27 octobre 1965 à Bilbao, est une femme politique espagnole membre du Parti socialiste ouvrier espagnol (PSOE). Elle est vice-présidente et conseillère au Travail du gouvernement basque depuis 2020.

## Biographie

### Profession
Idoia Mendia est titulaire d'une licence en droit, obtenue à l'Université de Deusto. Elle est diplômée en relations européennes et internationales. Elle parle basque, espagnol, anglais et français.

### Carrière politique
Elle est conseillère municipale de Barrika de 2003 à 2009. De 2009 à 2012 elle est Conseillère chargée de la Justice et des Administrations publiques et porte-parole du Gouvernement basque présidé par Patxi López. En mai 2012 elle récupère le portefeuille de l'Intérieur après la démission de Rodolfo Ares.
De 2004 à 2008, elle est secrétaire chargée de l'Emploi et de la Formation au sein de la commission exécutive provinciale socialiste de Biscaye. De 2009 à 2012, elle reste membre du comité exécutif provincial mais sans responsabilité particulière. Le 16 septembre 2014 elle est élue lors d'un congrès extraordinaire secrétaire générale de la fédération socialiste du Pays basque et succède à Patxi López.
Le 17 avril 2002, elle est devient députée pour Biscaye au Parlement basque en remplacement de Nicolás Redondo Terreros. Elle est réélue successivement en 2005, 2009, 2012 et 2016.
Elle est candidate du PSE-EE à la présidence du Pays basque lors des élections de 2016. Son parti remporte son plus mauvais score et neuf sièges. Elle négocie un gouvernement de coalition présidé par Iñigo Urkullu entre son parti et le Parti nationaliste basque mais n'y entre pas, préférant rester parlementaire.